# Maison de maître de Montfoucault
 (Mai 2025).
Motif : Absence de sources récentes.
- Archive Wikiwix
- Bing
- Cairn
- DuckDuckGo
- E. Universalis
- Gallica
- Google
- G. Books
- G. News
- G. Scholar
- Persée
- Qwant
- (zh) Baidu
- (ru) Yandex

| 1. | Préciser le motif de la pose du bandeau. | Précisez le motif de la pose du bandeau en utilisant la syntaxe suivante : {{admissibilité à vérifier\|date=mai 2025\|motif=remplacez ce texte par le motif}}                                         |
| 2. | Informer les utilisateurs concernés.     | Pensez à avertir le créateur de l'article, par exemple, en insérant le code ci-dessous sur sa page de discussion : {{subst:avertissement admissibilité à vérifier\|Maison de maître de Montfoucault}} |

Montfoucault est une maison de maître située dans la commune de Melleray-la-Vallée au Sud-Est du bourg dans le département de la Mayenne. Cette maison est principalement connu par les œuvres picturales de Ludovic Piette et Camille Pissarro. 

## Historique
La maison de maître est désignée sous le nom de Montfoucault-Landisson, 1769 et sur la Carte de Cassini.

## Montfoucault
Historiquement, il s'agit d'un fief et domaine mouvant de Lassay. 

## Montfoucault-Landisson
Montfoucault-Landisson est un domaine séparé du précédent, séparé par depied de fief. Il fut lui-même subdivisé eut pour possesseurs partiels.

## Peintres
Ludovic Piette fut l'ami le plus intime de Camille Pissarro et à l'automne 1870, lors de la guerre avec les Prussiens, quand Pissarro doit fuir avec sa famille et abandonner son atelier, il l'accueille dans son domaine de Montfoucault. En 1874, Pissarro y peint pendant l'hiver, les campagnes du Nord-Mayenne, et les séjours et les oeuvres sur ce sujet se multiplieront jusqu'en 1877. Il donne à ses enfants les prénoms des époux Piette : Ludovic-Rodolphe et à Adèle-Emma.

Pissarro
La Ferme à Montfoucault, 1874 Galerie d'art Albright-Knox, Buffalo
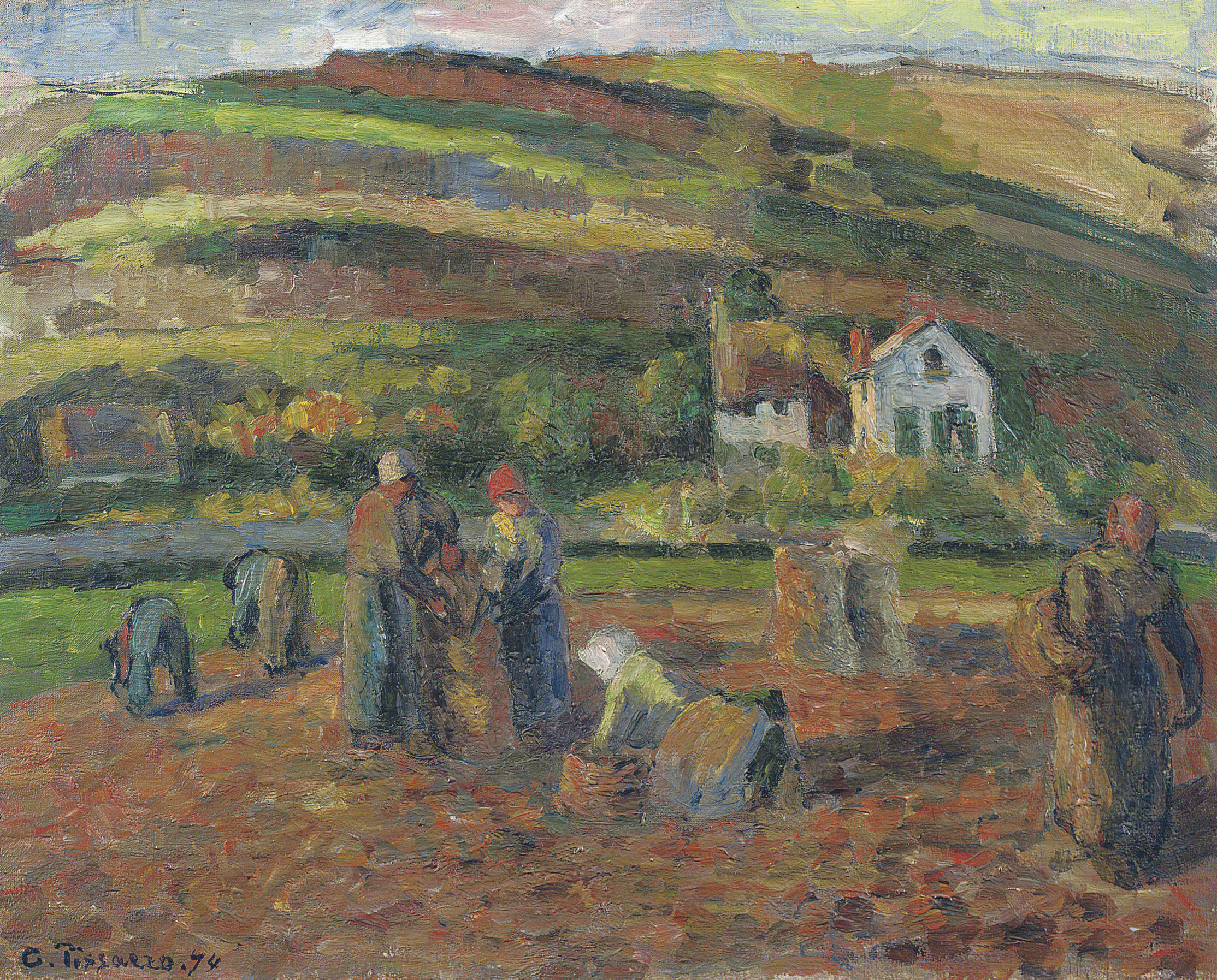
La Récolte des pommes de terre, Pontoise , 1874 Collection privée, vente 2008
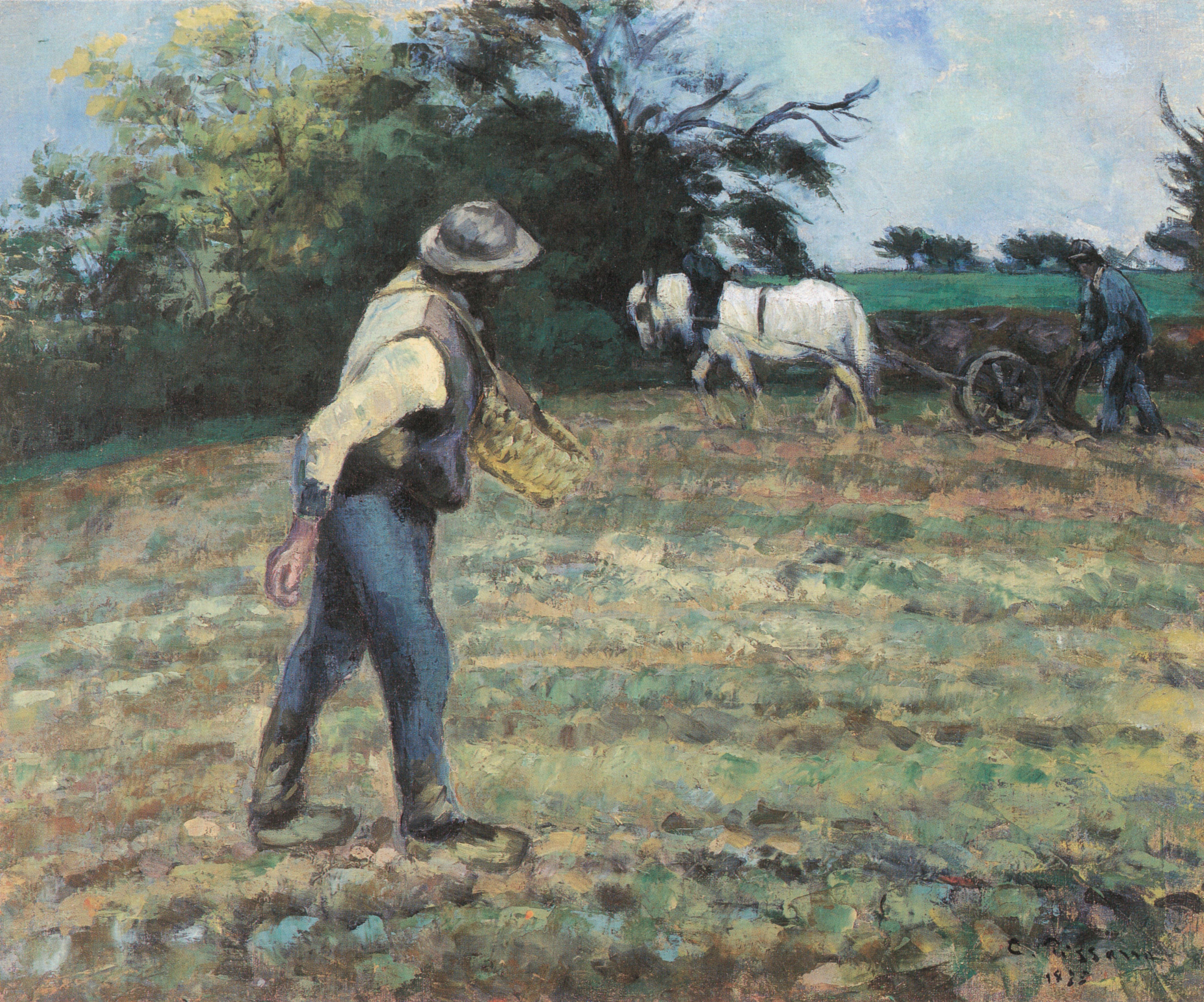
Semeur et laboureur, Montfoucault, 1875 Collection privée, Vente 2009
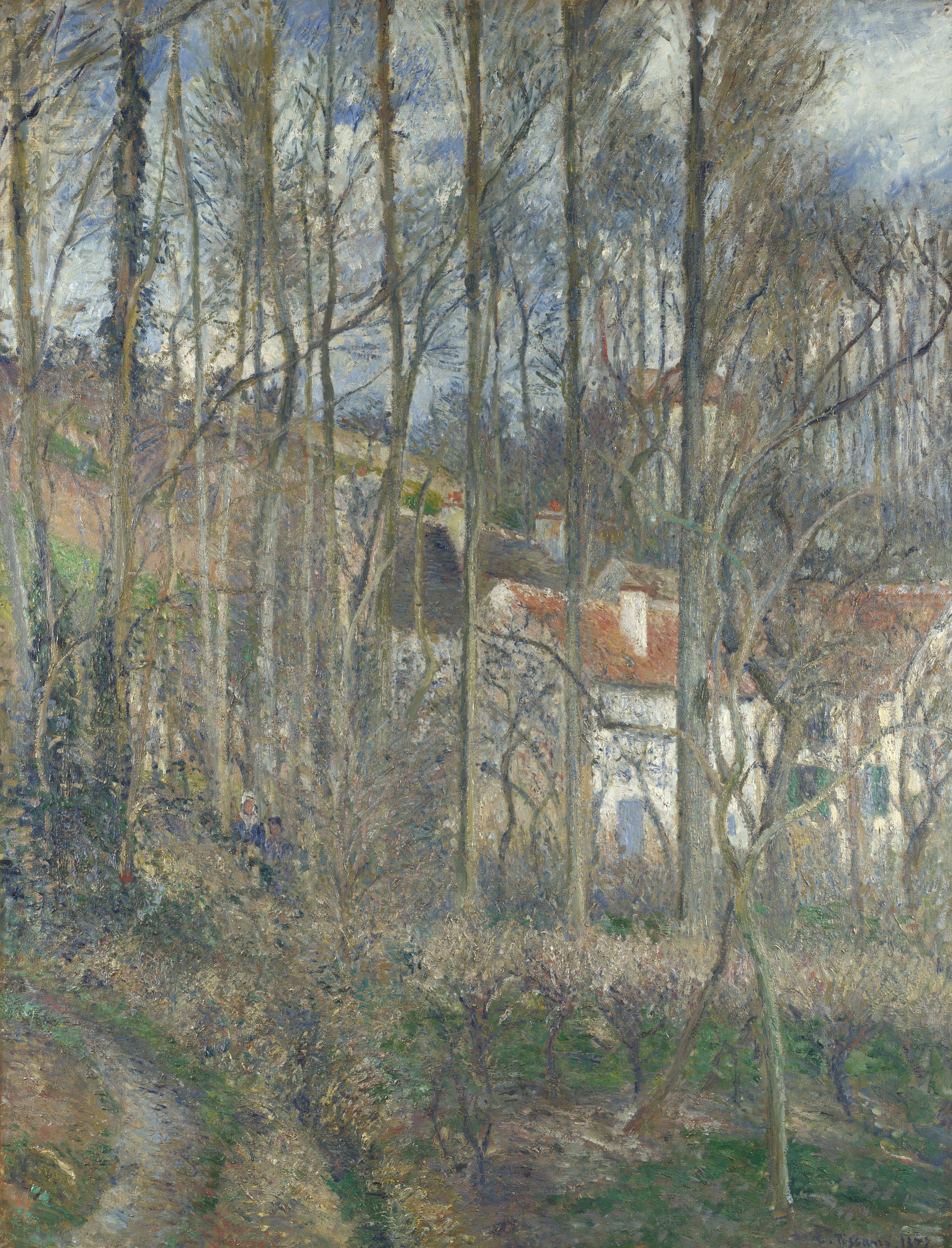
La Côte des Bœufs à l'Ermitage, 1877 National Gallery, Londres
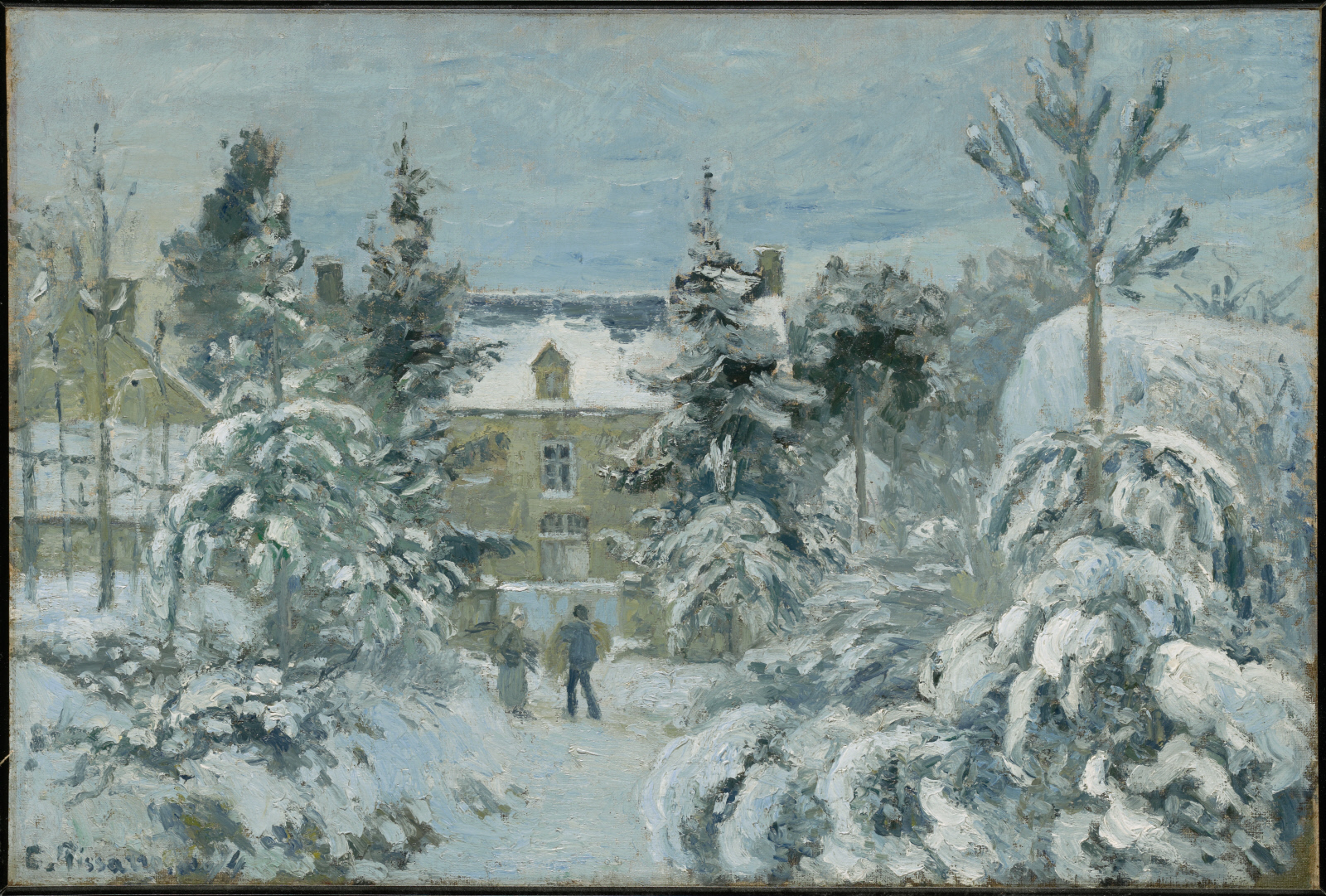
Pissarro, La Maison de Piette à Monfoucault Clark Art Institute, Williamstown
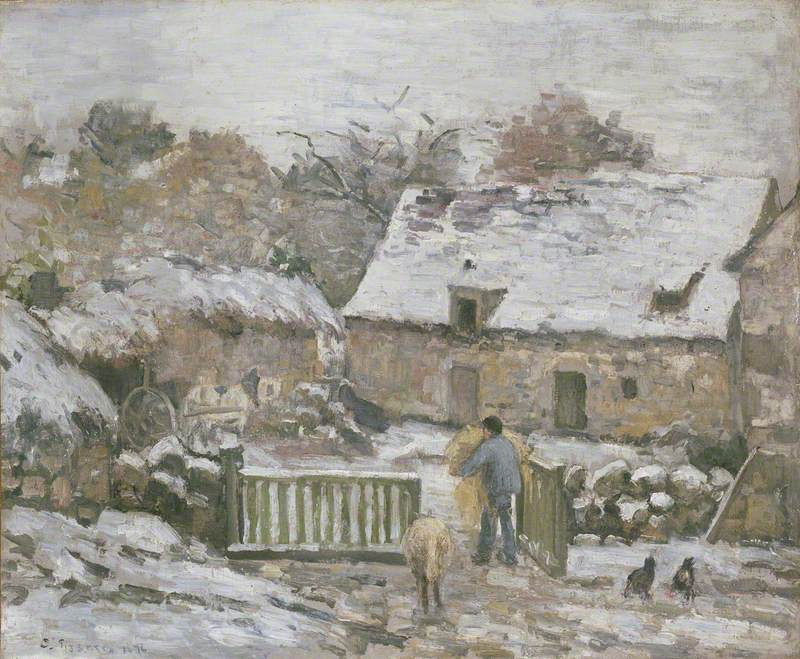
Pissarro, Ferme à Montfoucault : effet de neige Ashmolean Museum, Oxford
Pissarro, La Moisson, Montfoucault Musée d'orsay
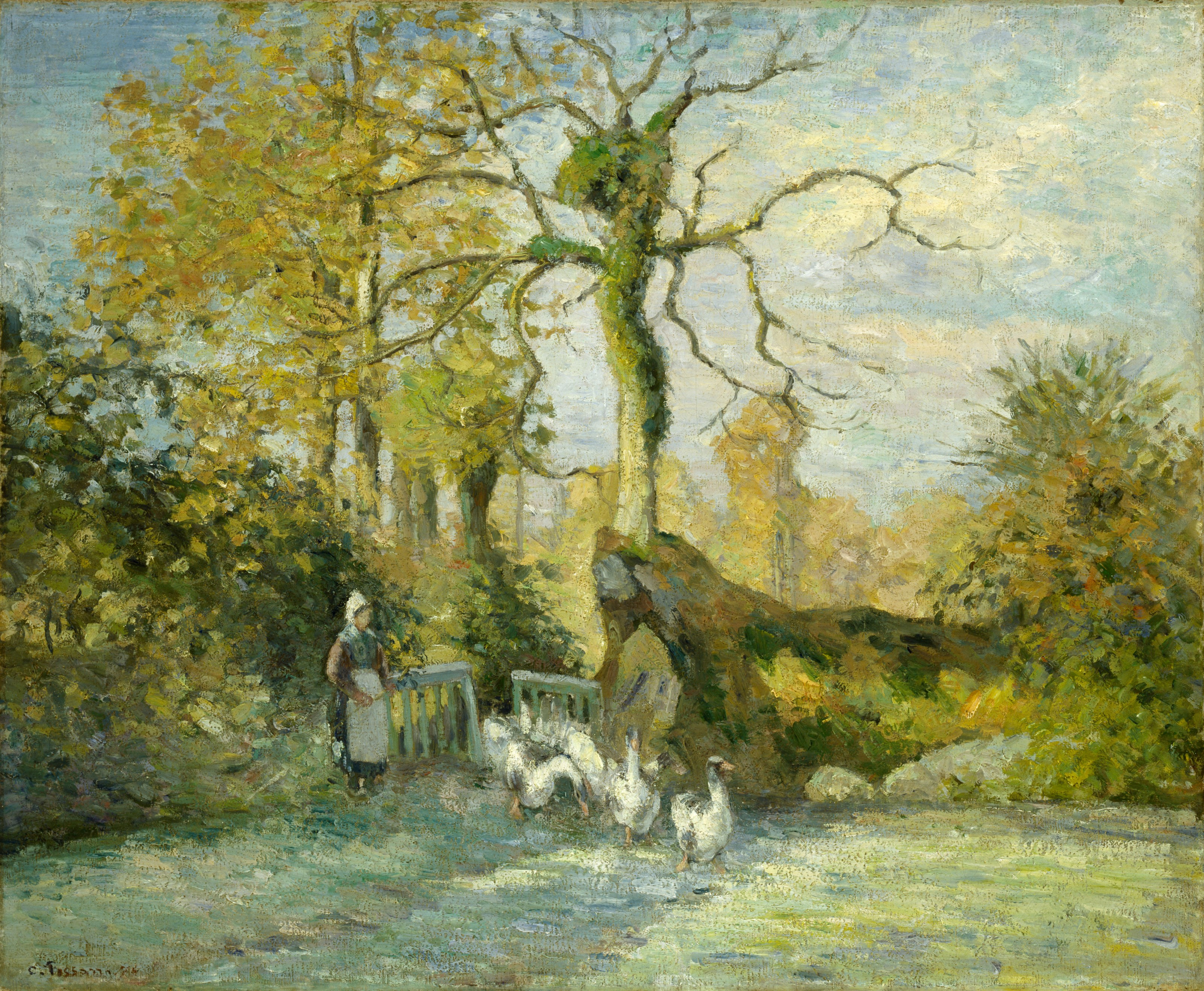
Pissarro, La Gardeuse d'oie à Montfoucault (gelée blanche) musée des Beaux-Arts de Houston
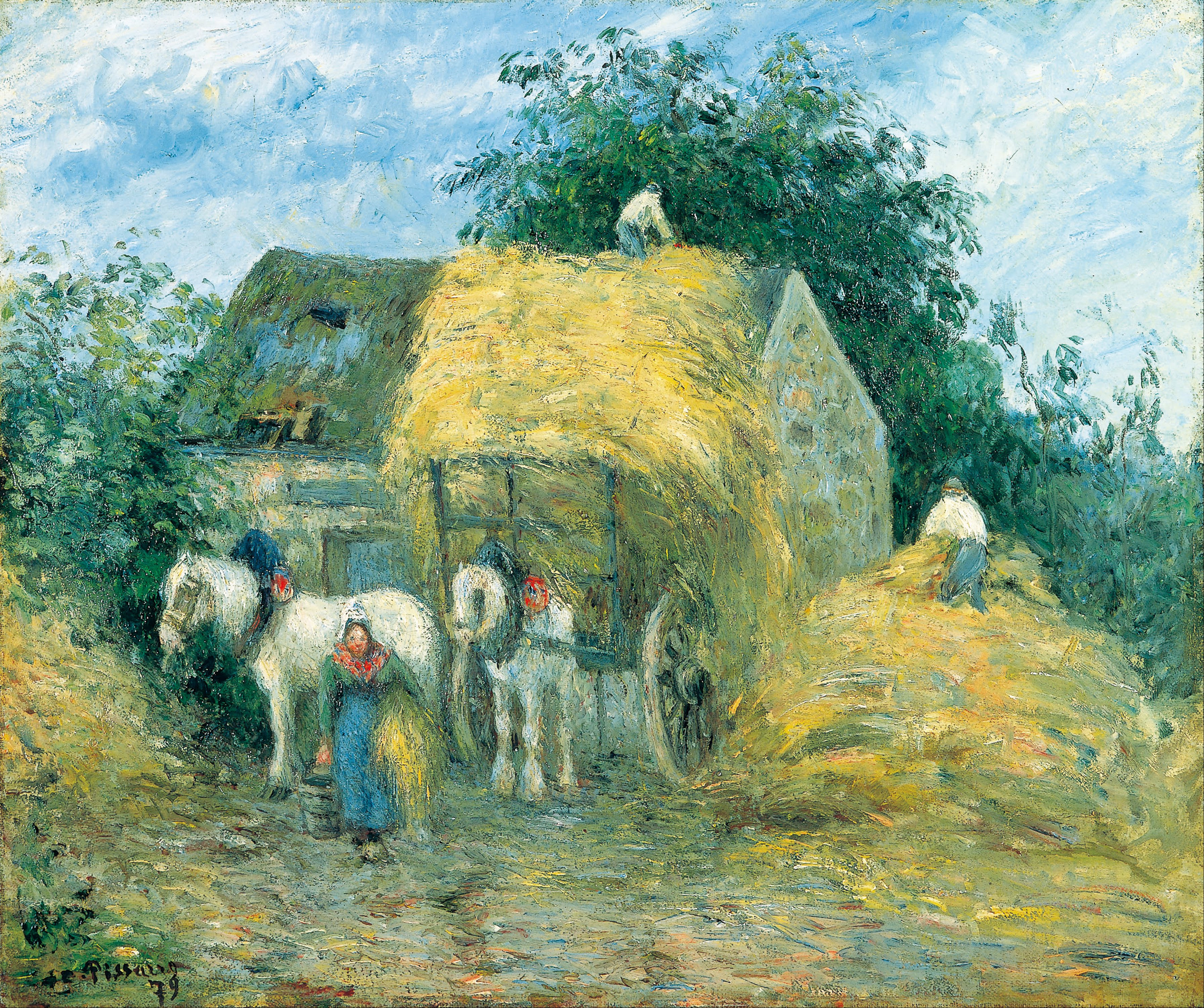
Pissarro, La Charrette de foin, Montfoucault, Kawamura Memorial (en), Chiba

## Sources partielles
- Archives départementales de la Sarthe, B. 1.250 ; E. 300.
- Archives départementales de la Mayenne, B. 1.953, 1.956.
- « Maison de maître de Montfoucault », dans Alphonse-Victor Angot et Ferdinand Gaugain, Dictionnaire historique, topographique et biographique de la Mayenne, Laval, A. Goupil, 1900-1910 [détail des éditions] (BNF 34106789, présentation en ligne), t. III, p. 265, t. IV, p. 271. Articles Piette et Montfoucault